# ヤン・ヨソプ
ヤン・ヨソプ（1990年1月5日 ‐ ）は、韓国のアイドルグループBEASTのメンバー。2017年にグループ名を改名し、現在はHIGHLIGHTのメンバーとして活動中。

## プロフィール
- 身長 170cm 体重 56kg 血液型 B型
- 担当：メインボーカル
- 特技：ヒューマンビートボックス、鳥の鳴き真似
- 趣味：歌詞を書くこと、ボクシング
- 学歴：東亜放送芸術大学（朝鮮語版） 卒業
- チワワ（オス）を飼っている。名前はヤンゲンであり、ヤンゲンのファンカフェ（韓国）がある。

## ディスコグラフィー

### ミニアルバム(韓国盤)
| No. | タイトル                     | 収録曲 | 備考                                                                                        |
| --- | ---------------------------- | --- | ------------------------------------------------------------------------------------------- |
| 1   | The First Collage （2012年） | 1. Look At Me Now 2. カフェイン (Feat. ヨン・ジュンヒョン of BEAST) 3. していたようにやれ 4. それでも僕は 5. あなたは知らないでしょう | 収録曲のカフェインは、BEAST、HIGHLIGHTのメンバーヨン・ジュンヒョンとのコラボ曲。            |
| 2   | 白 （2018年2月21日）         | 1. 君のいない場所 2. 星 3. 上へ 4. 今日一日 5. It’s You 6. 心 7. 始まり(Solo Ver.) 8. ヤン・ヨソプ(CDのみ収録)                        | - 100Pブックレット（ヴァージョン別） - ポラロイド・フォトカード（全105種のうちランダム2種） |

### ミュージック・ビデオ
- Caffeine（2012年）
- Although I（2013年）
- Star（2018年）
- Where I Am Gone（2018年）

## 出演

### ミュージカル
- 「光化門恋歌」-ジヨン役（2011年）
- 「ヨセフ・アンド・ザ・アメージング・テクニカラー・ドリームコート」‐ヨセフ役（ユニバーサルアートセンター、2013年10月）
- 「フルハウス」‐イ・ヨンジェ役（大学路アートセンター大劇場、2014年4月）
- 「ゾロ」‐ゾロ（ディエゴ）役（忠武アートホール大劇場、2014年8月）
- 「ロビン・フッド」‐フィリップ皇太子役（D-CUBEアートセンター、2015年）
- 「シンデレラ」‐クリストファー王子役（忠武アートホール大劇場、2015年）
- ｢あの日々｣‐ムヨン役（2016年‐2017年）
- ｢あの日々｣‐ムヨン役（2020年）
- 「サムシング・ロッテン」‐ニック・ボトム役（ユニバーサルアートセンター、2021年-2022年）

### バラエティー番組
- 「不朽の名曲2」（2011年‐）
- 「ファンタスティック・デュオ2」（2017年）
- 「覆面歌王」　（2015年‐）‐かまど猫（137代～144代歌王、2020年-2021年）

### ラジオ番組
- 「ヤン・ヨソプの夢見るラジオ」（2018年‐2019年）
- 「イ・ギグァンの歌謡広場」‐スペシャルDJ（2022年4月）
- 「イ・ギグァンの歌謡広場」-スペシャルDJ（2023年1月-2月）

## 受賞歴
- 2012年：ゴールデンチケットアワード ミュージカルライジングスター賞
- 2013年：SBS MTV Best of the Best Best Male Artist
- 2018年：MBC放送芸能大賞 ラジオ部門新人賞